# 亚灌木

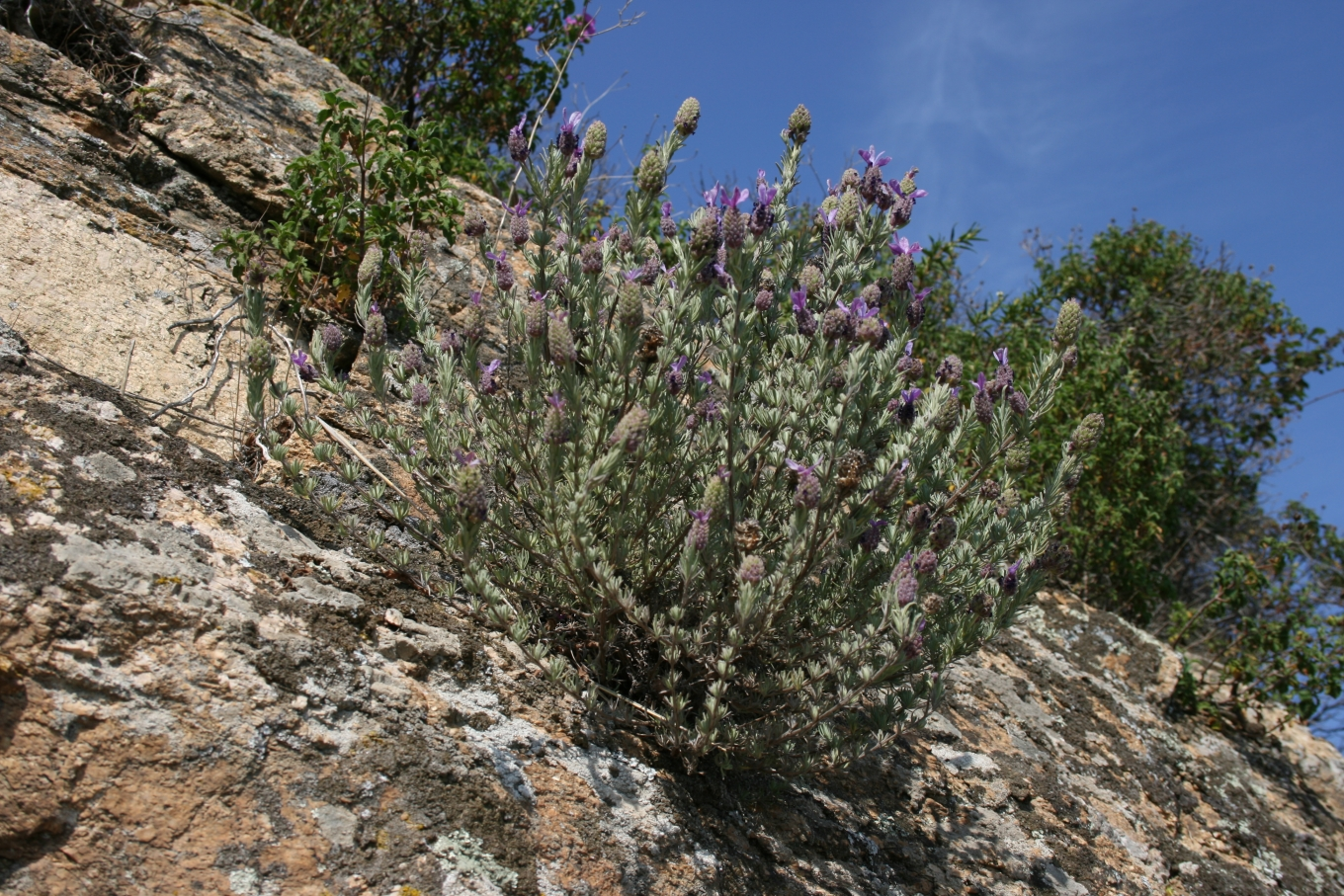
法国薰衣草（Lavandula stoechas）

亚灌木（拉丁語：suffrutex）是一个园艺学名词，不是正式的植物分类学术语，可以指低矮的小灌木或者基部半木质化的多年生草本植物，其基部的木质部分一般不超过10-20厘米。菊花、康乃馨、薰衣草、普通百里香以及杜鹃花科的很多植物如小红莓都可以称为亚灌木。